# VASIS
VASIS（バシス、Visual Approach Slope Indicator System）とは、飛行場灯火のうち、航空機着陸時の適正な進入角を可視光で知らせる「進入角指示灯」の一つ。VASI（バシ　Visual Approach Slope Indicator）とも呼ばれる。

## 概要
VASISは「着陸しようとする航空機にその着陸の進入角の良否を示すために滑走路の末端付近に設置する灯火」（航空法旧規定）であり、澄んだ大気中では7.4km（4マイル）手前から視認することができる。計器着陸装置（ILS）のある飛行場に設置が義務付けられた灯火であった。
日本ではVASISが正式な略称であるが、日本以外の国ではVASIと呼ばれることが多い。
なお、日本国内では高精度な同種装置であるPAPIへの切替が完了しており、日本の民間飛行場には現在設置されていない。

## 種類

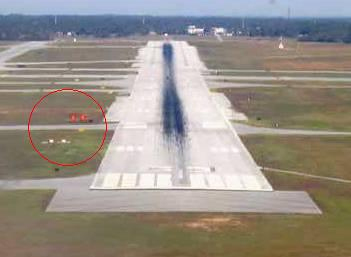
ペンサコーラ空港（アメリカ・フロリダ州）滑走路35の2-bar VASI。

### 2バーVASIS
設定された角度の上層では白、中層では赤と白の混色、下層では赤を示す灯器を2列配したもの。
手前の第一灯列が白、先の第二灯列が赤に見えると適正な進入角であり、白白に見えると高い、赤赤に見えると低い（危険）を示す。
日本の航空法の旧規定では、各列片側に3個ずつで両側2列の計12個（小規模空港においては各列片側に2個ずつの計8個）の灯器が設置される。アメリカの標準VASIでは左側のみに2個ずつの計4個が設置される。標準的でない右側設置のものや、各列1個ずつの2個設置のタイプも存在する。

### 3バーVASIS
2バーVASISと同じ灯器が3列配されたもの。
一番手前の第一灯列が白、次の第二灯列が赤、遠くの第三灯列が赤に見えると、小型機の適正進入角となり、第一灯列・白、第二灯列・白、第三灯列・赤に見えると大型機の適正な進入角である。
日本の旧規定では第一灯列・第二灯列は2バーVASISと同じ、第三灯列は片側2個ずつの計16個が設置される。アメリカの標準VASIでは左側のみに2個ずつの計6個が設置される。

### Tri-color VASI
TRCVとも略され、1つの灯器ユニットが3色に変化するVASIである。赤に見えると低い、緑に見えると適正進入角、黄（琥珀色）に見えると高いことを示す。一般的には左側に設置される。
昼間は1マイル～1.5マイルの距離しか視認できず、赤と緑の転移層も黄（琥珀色）に見えるという問題がある。
日本には過去も含め設置されたことはないが、主に東欧諸国（特にロシアやウクライナ）で普及している。

### PLASI / PVASI
PLASI（Pulse Light Approach Slope Indicator）は1つのユニットが色を変えたり、明滅（pulse,pulsating）することによって進入角を提供する灯火である。ユニットは緑の明滅/緑の不動光/赤の不動光/赤の明滅と変化し、それぞれ高い/適正/低い/低すぎる（危険）を示す。一般的には左側に設置される。
日本の航空法のHAPI（Helicopter Approach Path Indicator）はこのタイプに該当する。
アメリカではPVASI（Pulsating Visual Approach Slope Indicator）と呼ばれ、緑の代わりに白が用いられる。

### T-bar VASIS / T-VASI
3～4個の灯器が左側（または両側）に設置され、色の変化ではなく形の変化で進入角を知らせる灯火である。アメリカではAlignment of Elements Systemsと呼ぶ。
適正な進入角では一直線に見え、低いときにはT字に、高いときには逆Tの字に見える。なお、低すぎる場合には赤く変化するものもある。
日本には過去も含め存在しないが、ブリスベン空港等で使用されている。

## 欠点
滑走路近くまで巾広い角を有するために200フィート以下では十分な精度が得られず、また、もやの中や逆光での進入では色のコントラストが足りないなどの欠点がある。
日本ではこの欠点のため、滑走路末端まで正確な進入角を提供できるPAPIへの置換が進められた。